# ベナクチジン
ベナクチジン（英：Benactyzine）は抗コリン薬であり、うつ病や不安障害の治療に使用されていたが、重篤な副作用のためアメリカ食品医薬品局（FDA）によりアメリカ合衆国市場から撤退した。
これらの適応症への使用は、口渇や吐き気などの副作用によって制限されており、高用量ではせん妄や幻覚など、より重篤な症状を引き起こす可能性がある。「健常者にベナクチジンを大量に投与すると、メスカリンやLSDの作用に類似した状態が現れることがある」。
商品名には次のようなものがある： Suavitil、Phebex、Phobex、Cedad、Cevanol、Deprol、Lucidil、Morcain、Nutinal、Parasan。メプロバメートとの併用が有効であるという暫定的な証拠があったが、現在ではこの薬は利用できないため、臨床的に重要とはいえない。

## 歴史
ベナクチジンは、1957年にメルク・アンド・カンパニーによってSuavitilという商品名でアメリカ合衆国で販売された。